# Tylos ponticus
Tylos ponticus là một loài chân đều trong họ Tylidae. Loài này được Grebnitsky miêu tả khoa học năm 1874.